# Линт (река)
Линт (Линта, нем. Linth) — река на востоке Швейцарии. Река берёт начало в кантоне Гларус, у подножья горы Тёди (3614 м) в Гларнских Альпах, неподалёку от городка Гларус при слиянии трёх ручьёв. Известна по обширным гидротехническим сооружениям для защиты от наводнений. Эшерский канал длиной 6 км проводит воду Линта от Моллиса в озеро Валензе, откуда она изливается по Линтскому каналу длиной 17 км в юго-восточный конец Цюрихского озера. Длина реки — 37 км. Площадь водосборного бассейна — 1061 км². Средний расход в районе измерительной станции Везен от 24,2 м³/с (1964) до 43,3 м³/с (1927), среднегодовой за период измерений 1922—1968 гг. — 33,5 м³/с. Максимальный мгновенный расход воды ежегодной вероятности превышения 1 % во время паводка — около 400 м³/с. Пропускная способность Линтского канала составляет 300—360 м³/с. Судоходство по Линтскому каналу разрешается с рядом ограничений с марта по апрель включительно и с июля по август включительно, по Эшерскому каналу — запрещено.
14 (25) сентября—15 (26) сентября 1799 года у реки состоялась вторая битва при Цюрихе.

## История работ по регулированию реки Линт

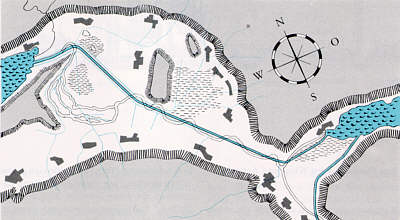
Линтский и Эшерский канал каналы

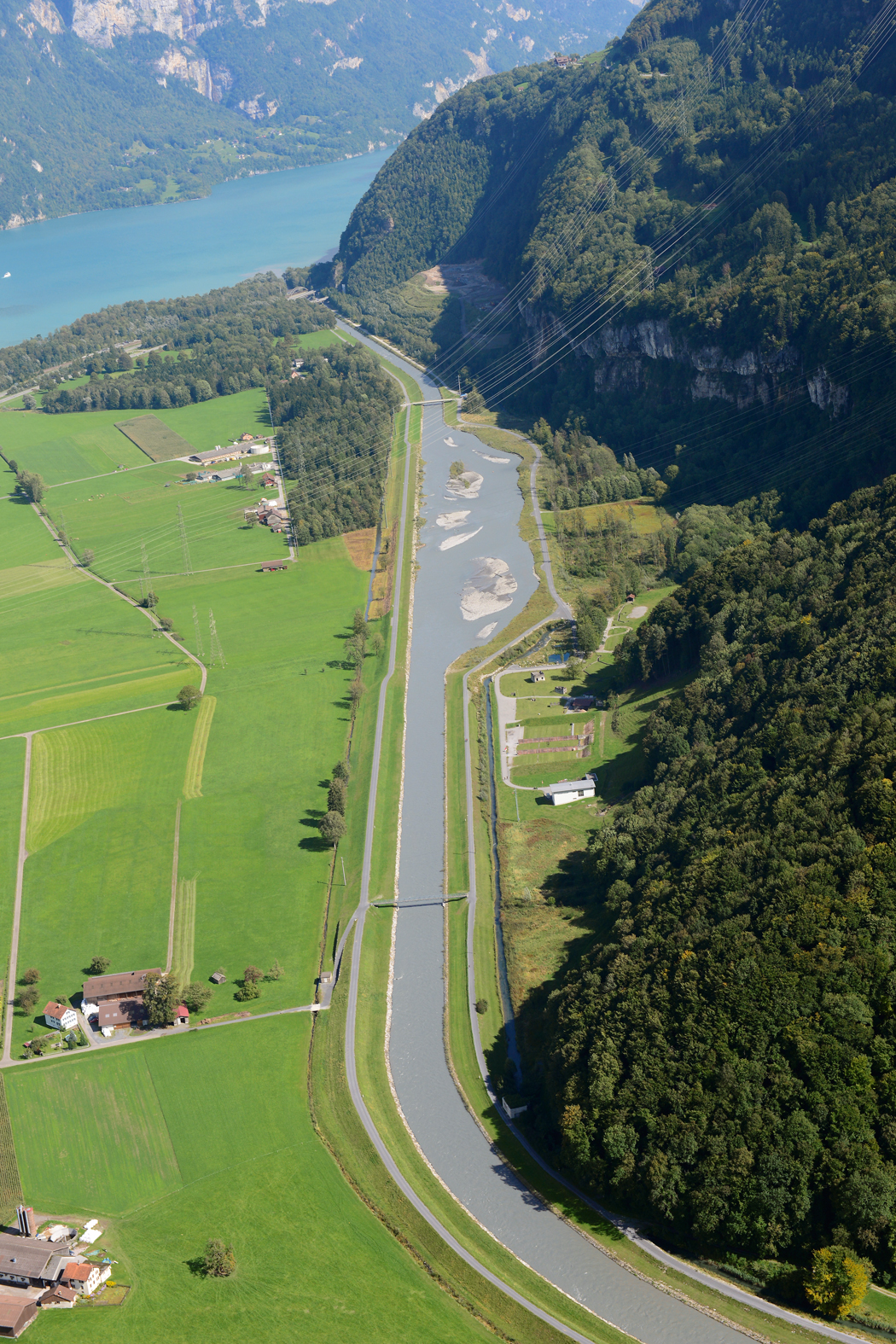
Эшерский канал

Первоначально река текла из Моллиса через Нидерурнен и Цигельбрюкке и впадала в Цюрихское озеро. Сток из Валензе осуществлялся рекой Маг (Maag), которая впадала в Линт.
С начала XIX века проводилось гидротехническое строительство для регулирования реки Линт. В XVIII веке возросло количество аллювия, переносимого Линтом на равнину. Этому способствовала вырубка лесов в кантоне Гларус, начавшаяся в XVIII веке, которая увеличила скорость эрозии и вызывала селевые потоки. Заиленное русло Мага привело к подъёму уровня Валензе. Половодья и постоянные затопления равнины Линт и берегов Валензе между Нефельсом, Везеном и Цигельбрюкке уничтожали большие площади обрабатываемых земель, угрожали жизни и социальному благополучию местных жителей. По печатным источникам с начала XVIII века в области Линта известны вспышки различных лихорадочных заболеваний, включая сыпной тиф и малярию.
В 1780-х годах пострадавшие кантоны Гларус, Швиц и Санкт-Галлен решили провести регулирование русла реки Линт и обратились в сейм (тагзатцунг) Швейцарского союза. В 1783 году сейм заказал проект. Проект подготовил инженер Андреас Ланц (Andreas Lanz; 1740—1803) в 1784 году. Он предусматривал строительство канала, по которому Линт отводился от Моллиса в Валензе, и спрямление русла реки Линт между Валензе и Цюрихским озером. Смета в 90 тыс. гульденов испугала швейцарский сейм.
С 1802 года делу канала исключительно предался геогност Ганс Конрад Эшер (1767—1823), за что посмертно получил с потомством от сейма прозвище «фон дер Линт».
28 июля 1804 года благодаря усилиям Эшера сейм одобрил строительство, которое началось в начале сентября 1807 года.
Регулирование реки Линт (Linthwerk) в период с 1807 по 1822 годы — первая работа по регулированию крупной реки в Швейцарии с выполнением крупных гидротехнических работ. Работы по строительству каналов осуществлялись вручную лопатами, грунт транспортировался вручную или на конных повозках. Работы проводились в заболоченной местности. Поскольку Эшер был профаном в гидротехнике, технической стороной первоначально руководил инженер Иоганн Готфрид Тулла, закончивший Политехническую школу в Париже. Посредством Моллизерского канала (Molliserkanal, Эшерского канала) от Моллиса длиной 6 км отведена река Линт в озеро Валензе. Эшерский канал открыт 8 мая 1811 года. Посредством Линтского канала (Linthkanal) длиной 17 км сток из Валензе отводится в Цюрихское озеро. Строительство Линтского канала до замка Гринау завершено в 1816 году.
Уровень Валензе снизился на 5,5 м. Сыпной тиф не известен после 1820 года. Возбудителями малярии являлся вид простейших Plasmodium vivax. Сокращение мест размножения малярийных комаров (Anopheles) привело к исчезновению болезни.
С 1862 года работами на Линте руководил инженер Леглер, Готлиб Генрих (1823—1897). В 1866 году он построил участок канала от замка Гринау до Цюрихского озера.
До Второй мировой войны проводилось контролируемое орошение зарослей тростника на заболоченных участках на равнине Линт для производства подстилки. Осушение за счёт дренажа проведено только после 1938 года в рамках «битвы за посев» (Anbauschlacht) по «плану Валена» по борьбе с голодом, разработанного Фридрихом Валеном. Вален призывал:
Сделать всё возможное, чтобы наш народ не голодал, и не допустить, чтобы наша армия из-за недостатка пищи была поставлена на колени.
Во время наводнений 1999 и 2005 года дамбы пострадали и были отремонтированы кустарным методом. Планируется полная реконструкция каналов. Ведутся дебаты о демонтаже дамб с целью восстановления естественного течения реки Линт.